# Фрицци, Фабио
Фабио Фрицци (итал. Fabio Frizzi; род. 2 июля 1951, Болонья) — итальянский кинокомпозитор.

## Биография
Известен, главным образом, сотрудничеством с режиссёром Лучо Фульчи над популярными фильмами ужасов.
Фабио Фрицци начал брать уроки игры на гитаре в 14 лет, затем основал рок-группу.
В 1968 году он дебютировал в качестве композитора, сочинив музыку к спагетти-вестерну. В 1975 г. Фрицци участвовал в написании саундтреков к фильму «Фантоцци». Это принеслу ему широкую известность.

## Фильмография
- Фантоцци (1975)
- Второй трагический Фантоцци (1976)
- Семь нот в темноте (1977)
- Зомби 2 (1979)
- Контрабанда (1980)
- Город живых мертвецов (1980)
- Седьмые врата ада (1981)
- Акула-монстр (1984)
- Кошмарный концерт (1990)
- Кукловод: Самый маленький рейх (2018)